# Iara Lee
Iara Lee (Brasília, 1966) é uma produtora e cineasta brasileira, de ascendência coreana, radicada em Nova York. 
Entre 1984 e 1989, foi produtora da Mostra Internacional de Cinema de São Paulo. Em 1989 mudou-se para Nova York, onde fundou a empresa de multimídia Caipirinha Productions, com a finalidade de explorar múltiplas formas de expressão artística (cinema, música, arquitetura e poesia). 
Entre suas obras estão os documentários Synthetic Pleasures (1995), que trata do impacto da alta tecnologia sobre a cultura de massas, Modulations (1998), sobre música eletrônica e  Seu projeto mais recente é  Beneath the borqa, sobre as mulheres e crianças do Afeganistão.
Iara Lee é também militante pela paz e pelo diálogo entre civilizações. Tem colaborado com várias iniciativas, incluindo a Campanha Internacional pela Eliminação de Bombas de Fragmentação, Conflict Zone Film Fund e o primeiro concerto da  Filarmônica de Nova York na Coreia do Norte, em 2008. Enquanto residia no Líbano, em 2006, Iara vivenciou os 34 dias de bombardeio israelense contra o país. A partir dessa experiência, criou a campanha Make Films Not War e, desde então,  continuou a militar pela paz no Oriente Médio. Em 2008 Iara morou no Irã, onde apoiou diversos projetos de intercâmbio cultural com o Ocidente, voltados à promoção de relações pacíficas entre Washington e Teerã.
Em maio de 2010,  participou da Flotilha da Liberdade, organizada pelo movimento Free Gaza , para levar uma de carga 10.000 toneladas de ajuda humanitária à Faixa de Gaza e protestar contra o bloqueio imposto por Israel e Egito ao território. A flotilha foi atacada pelas forças isralenses, quando tentava furar o bloqueio.

## Carreira Cinematográfica
Iara também continuou a filmar e produzir documentários. Entre seus trabalhos mais recentes estão: "K2 and the Invisible Footmen", gravado no Norte do Paquistão, sobre a situação de seus heróis mais obscuros, carregadores nativos da região que acompanham expedições até o K2, segundo maior pico da Terra; "Life is Waiting: Referendum and Resistance in Western Sahara" observa os 40 anos da ocupação marroquina sobre o Saara e a luta pacífica de seu povo pela autodeterminação aonde o colonialismo nunca acabou. Em 2013 Iara realizou o curta-metragem "The Kalasha and the Crescent" que narra como um movimento indígena no Norte do Paquistão está reagindo aos desafios que sua cultura enfrenta hoje. Em 2012 ela lançou o documentário "The Suffering Grasses: When Elephants Fight It Is The Grass That Suffers" ("A Grama que Sofre: Quando Elefantes Lutam é a Grama Que Sofre"), examinando o conflito da Síria através da humanidade da sua população sendo morta, oprimida e deslocada para a miséria dos campos de refugiados.

## Filmografia
- Synthethic pleasure (1996)
- Modulations (1998),  documentário sobre Musica Eletrônica e Raves.
- Architettura (2000)
- Beneath the borqa (2001), documentário sobre a condiçao das mulheres no Afeganistão.
- The Battle for the Xingu (2009)